# Famille von Dewitz
 (septembre 2024).
La famille von Dewitz est une ancienne famille noble d'Allemagne du Nord. Les seigneurs von Dewitz appartiennent à la noblesse de Mecklembourg-Poméranie. Des branches de la famille existent encore aujourd'hui.

## Histoire

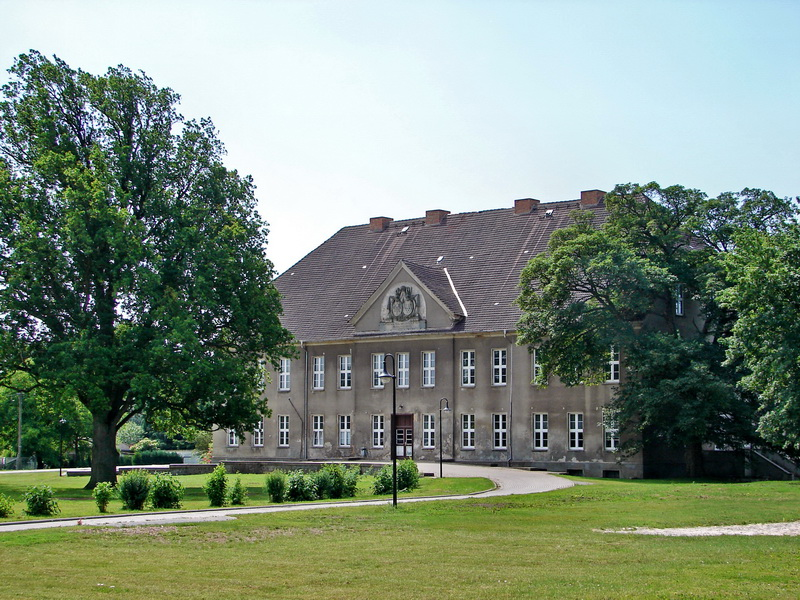
Manoir de Cölpin

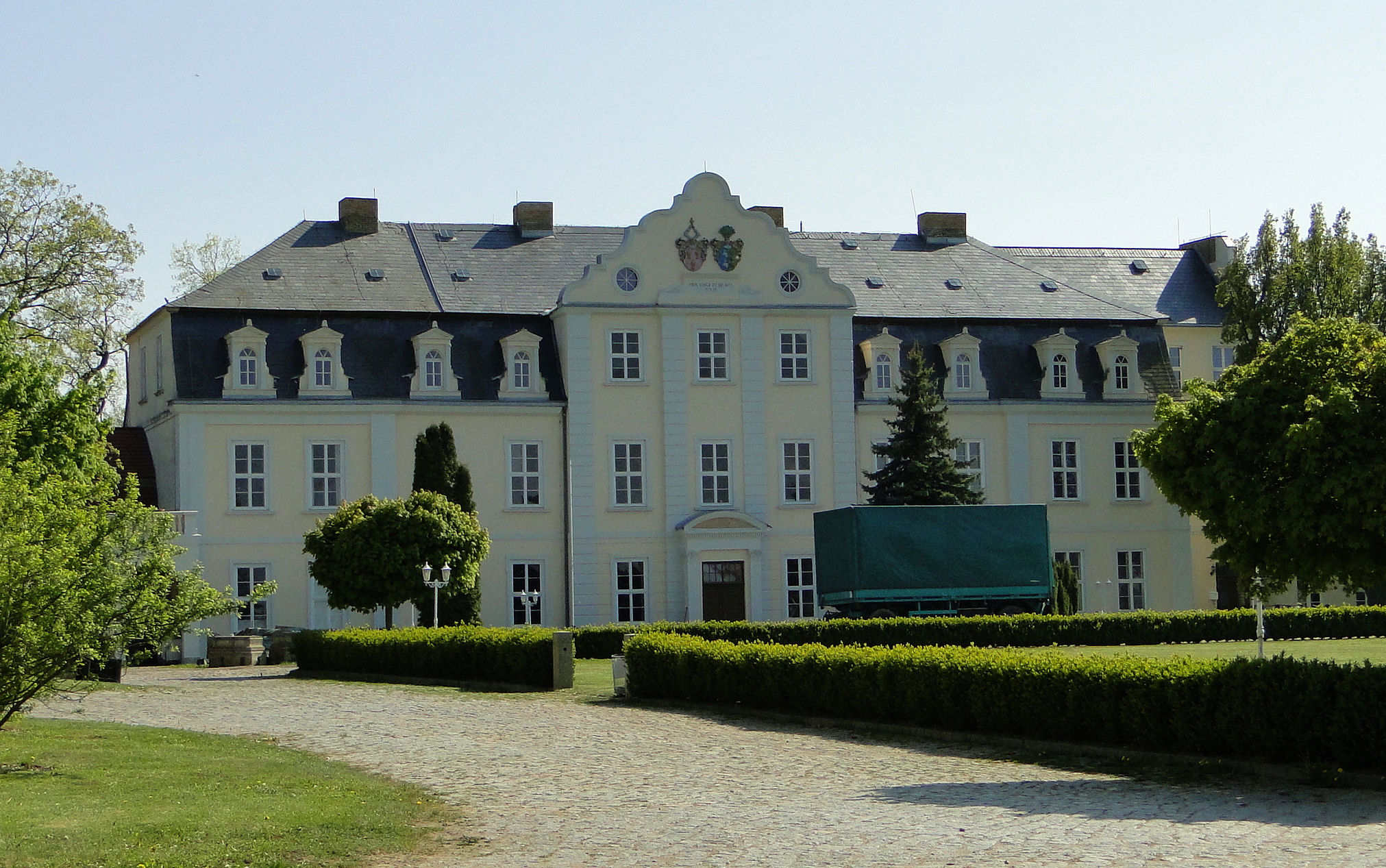
Manoir de Groß Miltzow

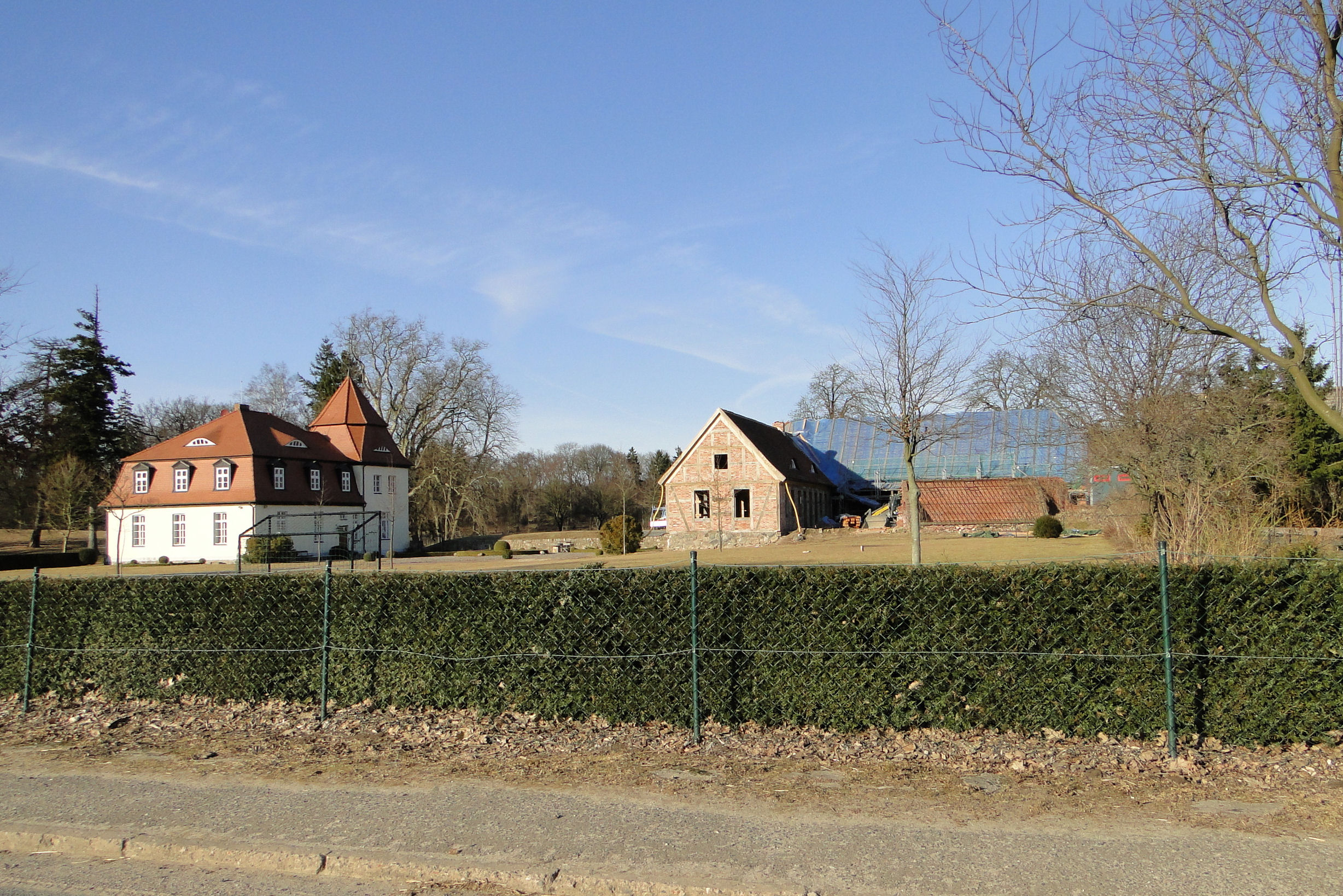
Manoir de Krumbeck

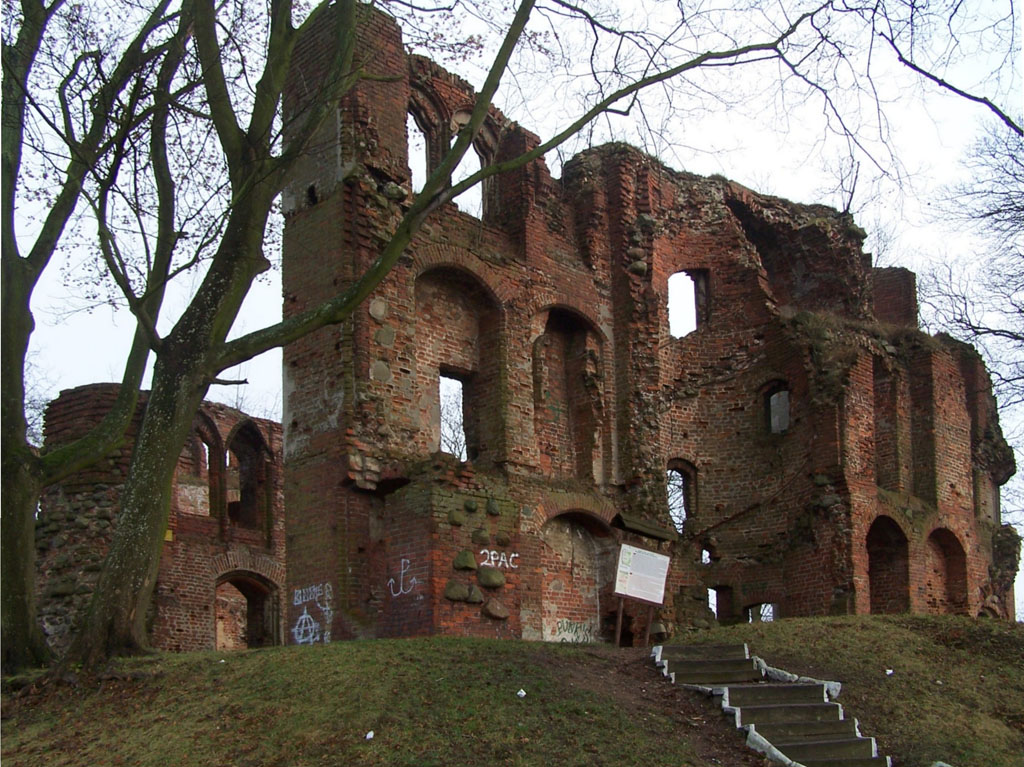
Ruines du château de Daber

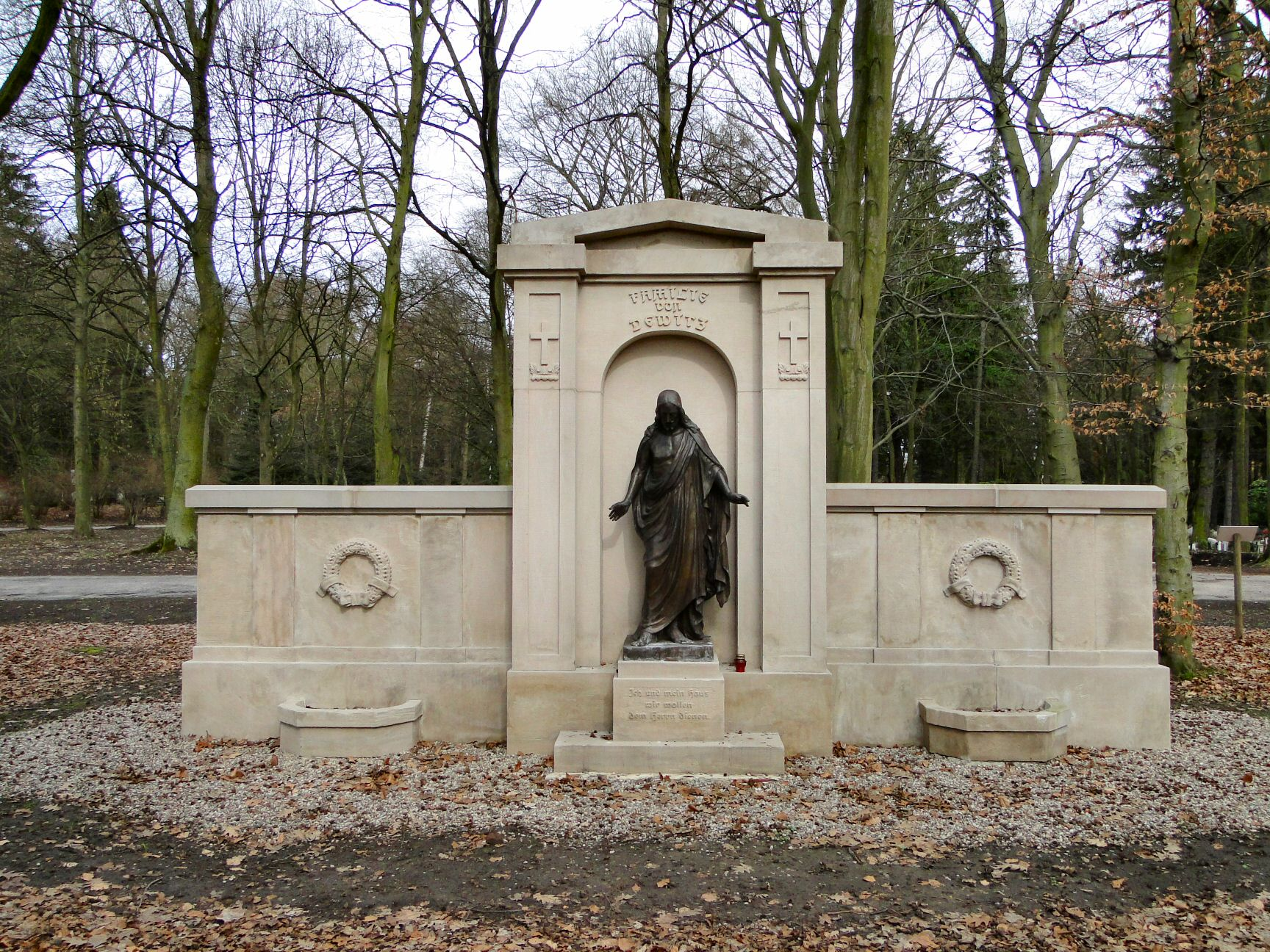
Tombe de la famille von Dewitz dans le

### Origines
La famille est mentionnée pour la première fois avec Gunter de Dewitz, qui apparaît dans un document le 20 mars 1212. La lignée commence avec Ulrich von Dewitz (1323-1363), comte de Fürstenberg, qui est inféodé à Daber vers 1335. Depuis le XIVe siècle, des membres de la famille font partie des propriétaires de châteaux en Poméranie.

### Expansion et possessions
Otto et Ulrich von Dewitz sont élevés au rang de comtes par l'empereur Charles IV en 1348, , lorsque ce dernier fait de la seigneurie de Mecklembourg un fief impérial. Les deux hommes sont alors investis par les ducs de Mecklembourg du comté de Fürstenberg-sur-la-Havel (de), composé des bureaux de Fürstenberg/Havel et de Strelitz, dont ils ont été inféodés dès 1328 en tant qu'éducateurs et conseillers d'Henri II. En tant que comtes de Fürstenberg (greve tho Vorstenberghe), ils accordent à Strelitz la charte de la ville le 4 décembre 1349,.
Comme la famille a aidé les ducs de Poméranie dans leur lutte contre le Mecklembourg lors de la guerre de Succession de Rügen (de), ses fiefs mecklembourgeois sont confisqués. La dignité de comte n'est retirée qu'en 1363, après l'installation en Poméranie. Peu de temps après, les membres de la famille se réinstallent dans le Mecklembourg et acquièrent des biens immobiliers, dont 1374 Kowalz dans le bureau de Gnoien, jusqu'en 1419 à Altglobsow, 1471 Groß Miltzow et 1490 Cölpin dans la seigneurie de Stargard (de), ainsi que l'enclave prussienne de Krumbeck, propriété de la famille, en 1797. Les Dewitz comptent ainsi parmi les plus grands propriétaires terriens du sud-est du Mecklembourg. En 1523, ils comptent parmi les cosignataires de l'Union des États.
En Poméranie, ils possèdent depuis le milieu du XIVe siècle, la ville de Daber dans l'arrondissement de Naugard (de), également appelé arrondissement de Dewitz en raison de l'étendue de ses terres. Ils possèdent également Wussow, Weitenhagen (aujourd'hui Grzęzno) et Farbenzin. Au début du XVIIIe siècle, des branches s'établissent également dans le Royaume du Danemark.
Des membres de la famille occupent des postes importants au sein de l'État, de la cour et de l'armée dans le Mecklembourg, le Brandebourg et le Danemark. Joachim Balthasar von Dewitz (mort en 1699) est lieutenant général dans le Brandebourg et gouverneur de la forteresse de Colberg. Son neveu Stephan von Dewitz (mort en 1723) est également lieutenant-général royal prussien et chef d'un régiment de cavalerie. Ulrich Otto von Dewitz est mort en 1723 en tant que lieutenant général royal danois. Otto von Dewitz devient conseiller privé ducal du Mecklembourg et, à partir de 1792, est chambellan royal prussien.
Dans le registre d'inscription de l'abbaye de Dobbertin, il y a 36 entrées de filles des familles von Dewitz de 1732 à 1911 de Cölpin, Groß Miltzow, Meesow, Holzendorf et Neustrelitz, en vue de leur admission dans le couvent de dames de cette ville.
Le domaine de Krumbeck est resté dans la famille jusqu'en 1945, date à laquelle Ursula von Dewitz a dû fuir. Le manoir et les terres agricoles sont acquis par Isabelle Kühne von Dewitz vers 1996 et depuis 1997, le manoir est au service de la ferme familiale.
La famille organise des journées familiales depuis 1863 et une association familiale est fondée à Stettin en 1907.

### Von Dewitz dits von Krebs
Le 1er mars 1853, une union prussienne de noms et d'armoiries a lieu pour Karl von Dewitz (1806-1867) sur Weitenhagen et Veltheim, petit-fils de Heinrich Christoph Friedrich von Krebs sur Veltheim, avec la famille von Krebs qui s'est entre-temps éteinte. Dès 1831, le domaine de Veltheim passe par héritage aux von Dewitz. Les Krebs sont les seigneurs héréditaires de Veltheim (ainsi que des localités de Steinen et Rhoden) de 1233 à 1831. En 1904, ce domaine est vendu à l'entreprise Nußbaum & Friedmann à Halberstadt, puis, peu de temps après, à un gros fermier de Veltheim

### Archives familiales
Une archive familiale de diverses collections est créée dans les archives d'État de Stettin à partir de 1907; il a survécu à ce jour dans l'Archiwum Państwowe w Szczecinie (avec des pertes dues à l'externalisation pendant la Seconde Guerre mondiale).

## Blason

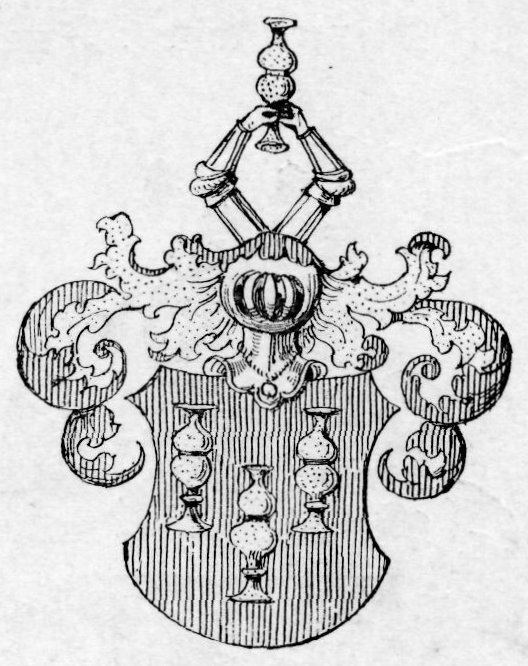
Armoiries de la famille von Dewitz

### Armoiries familiales
Le blason de la famille montre trois (2, 1) coupes couvertes d'or en rouge. Sur le casque avec des lambrequins rouges et dorés se trouvent deux bras (de) blindés tenant une coupe couverte d'or.

### Les armoiries von Dewitz en tant que comtes de Fürstenberg
Le sceau équestre (de) d'Otto Graf von Fürstenberg de 1349 montre des zones dans les armoiries créées par deux divisions diagonales droite et diagonale gauche avec une teinture changeante. Cornes décorées de plumes de paon sur le casque.

### Armoiries de 1853
Le blason décerné en 1853 est écartelé (de). 1 et 4 les armoiries de la famille, 2 et 3 en argent un crustacé (de) rouge oblique. Le blason a deux casques, à droite le casque principal, à gauche avec un casque rouge et argenté couvre un crabe rouge dressé devant deux plumes d'autruche argentées.

### Héraldique
La famille von Dewitz a trois coupes dans son blason depuis des lustres. La légende raconte qu'un seigneur von Dewitz, alors qu'il était ivre, jette un seigneur von Armin par la fenêtre du château de Daber dans les douves. Bien qu'il a été tué à cause de son ivresse, sa famille a dû utiliser ce blason depuis cette époque.

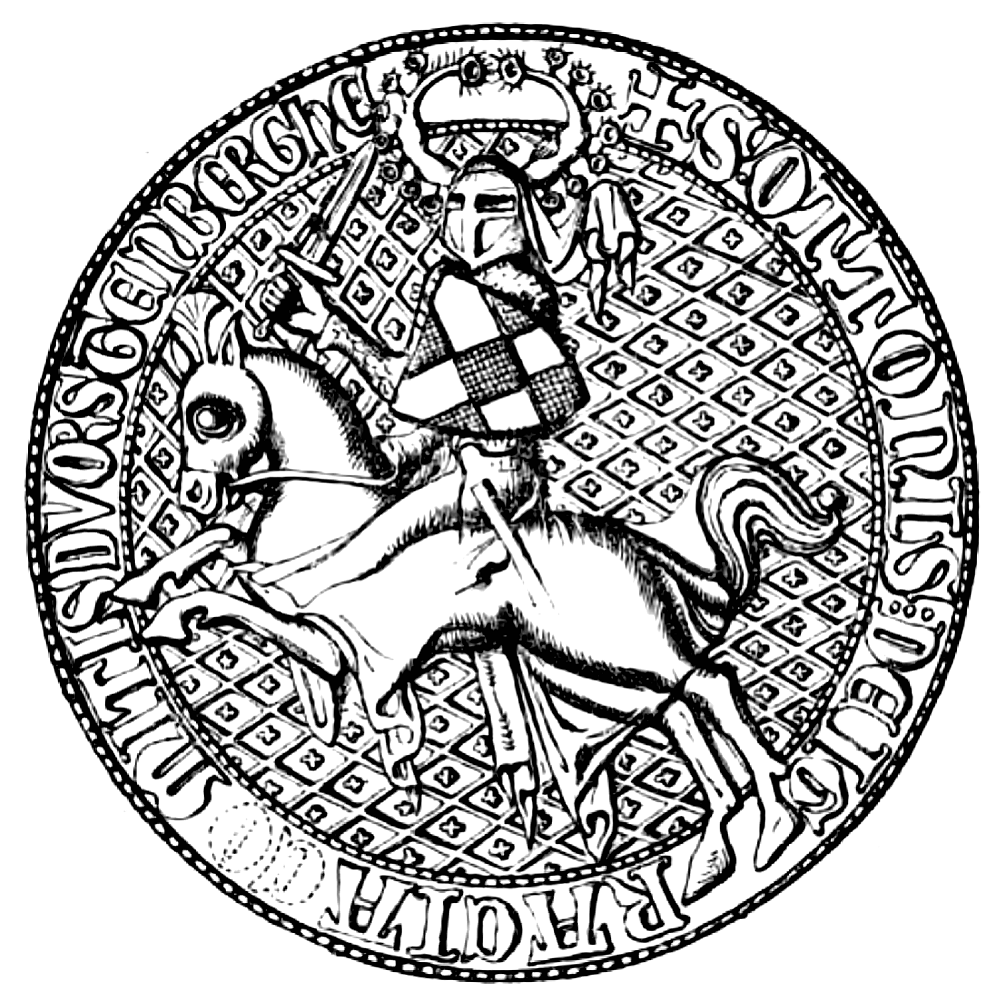
Sceau d'Otto von Dewitz, comte de Fürstenberg de 1349
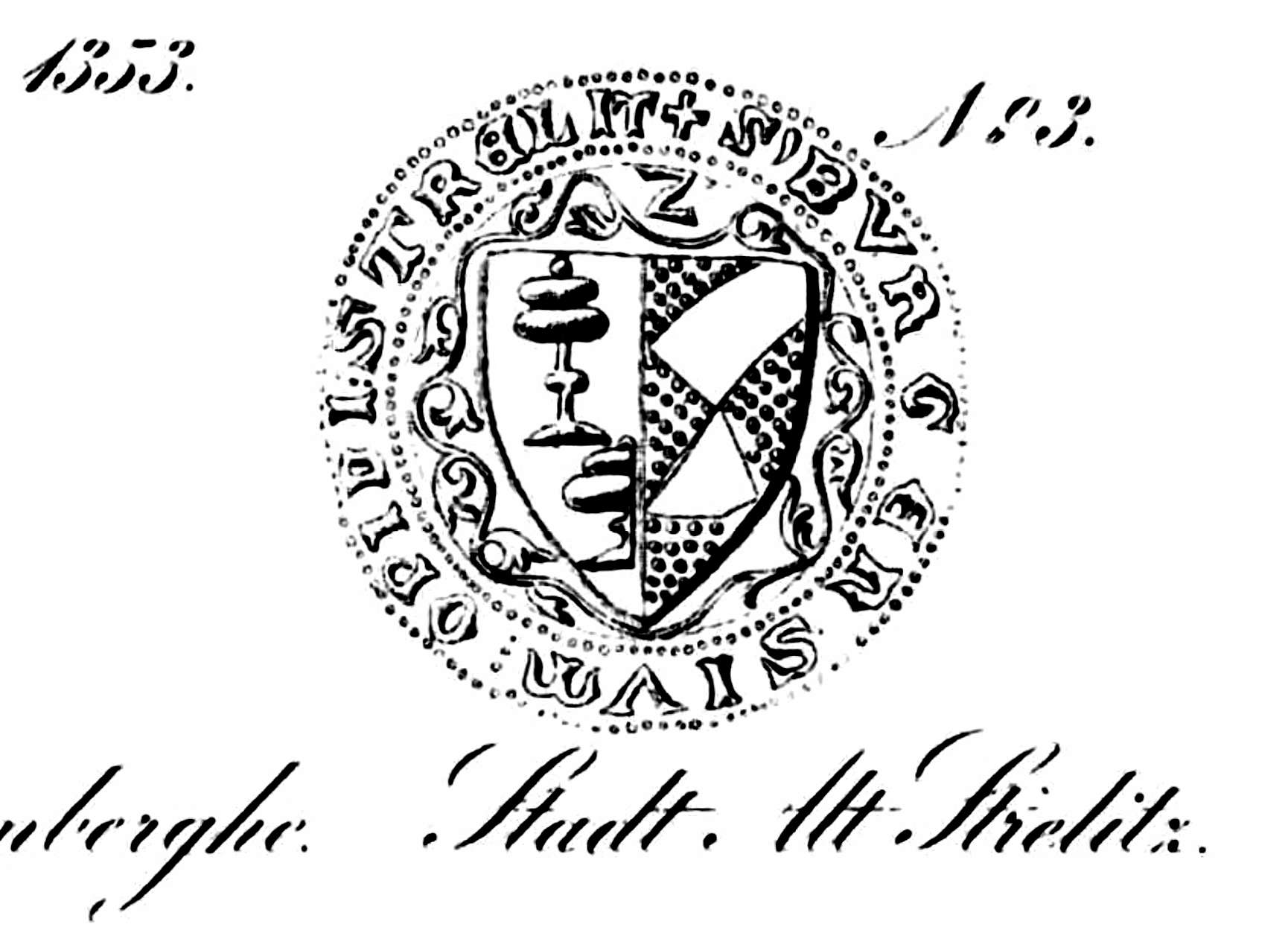
Sceau de la ville de Strelitz de 1353
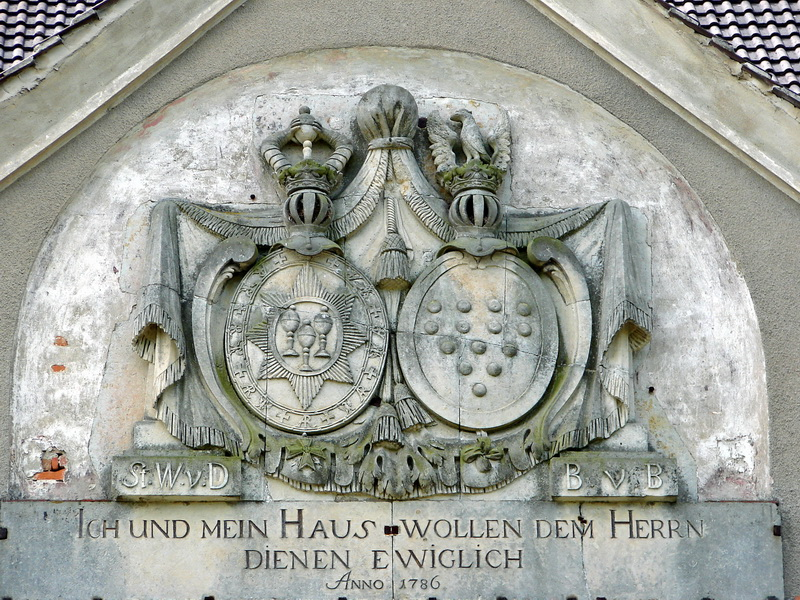
Armoiries de l'alliance Dewitz-Bülow de 1786 sur le manoir de Cölpin
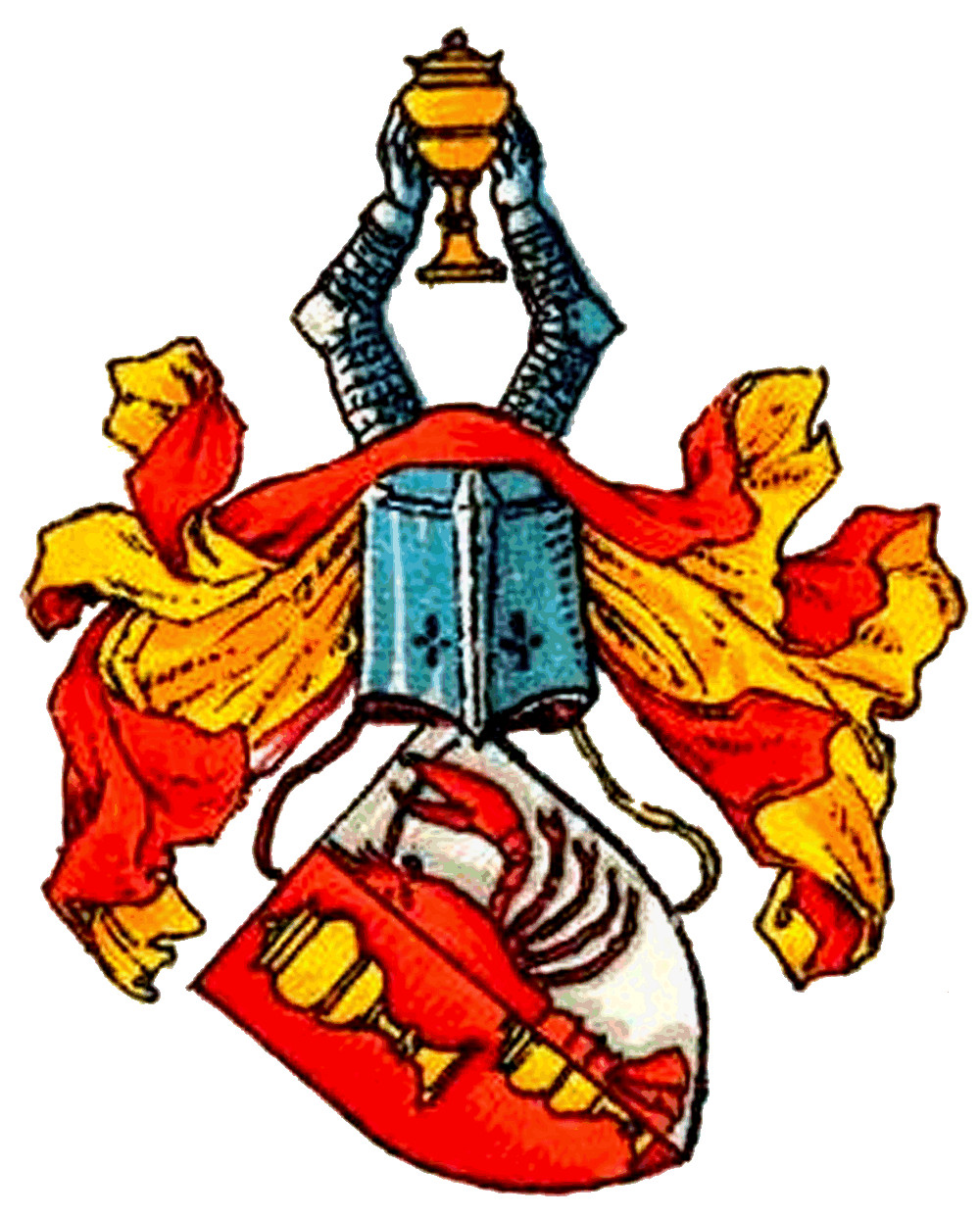
Armoiries de la famille von Dewitz dits von Krebs
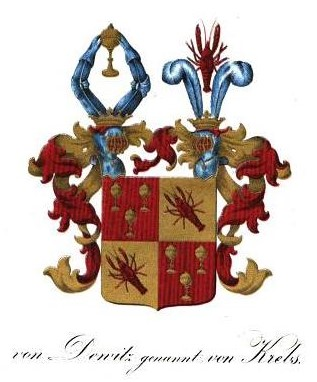
Armoiries de la famille von Dewitz dits von Krebs

## Personnalités
- Jobst von Dewitz (de) (1491-1542), homme d'État en Poméranie
- Joachim Balthasar von Dewitz (de) (1636–1699), lieutenant général brandebourgeois-prussien
- Stephan von Dewitz (de) (1658-1723), lieutenant général prussien et chef du 8e régiment de cuirassiers
- Franz Joachim von Dewitz (de) (1666-1719), général de cavalerie danois et gouverneur général de Poméranie occidentale et de Rügen
- Friedrich Wilhelm von Dewitz (de) (1668-1736), lieutenant général prussien
- Ulrich Otto von Dewitz (de) (1671-1723), lieutenant général danois, chef du régiment de cuirassiers d'Oldenbourg
- Stephan Berend von Dewitz (de) (1672-1728), administrateur de l'arrondissement de Daber-Naugard-Dewitz (de)
- Christian Heinrich von Dewitz (de) (1698-1774), administrateur de l'arrondissement de Daber-Naugard-Dewitz
- Henning Otto von Dewitz (de) (1707–1772), général de division prussien et chef du 1er régiment de hussards
- Carl Joseph von Dewitz (de) (1718-1753), avocat judiciaire et diplomate prussien, vice-président du gouvernement de Poméranie
- Henning Detlev von Dewitz (1718-1786), général danois[11]
- Stephan Werner von Dewitz (de) (1726-1800), président du Conseil privé de Mecklembourg-Strelitz et Mecklembourg-Schwerin
- Otto Ulrich von Dewitz (de) (1747–1808), président du Conseil privé de Mecklembourg-Strelitz
- Friedrich Christian August von Dewitz (1770–1818), conseiller privé prussien et membre du Conseil d'État[12]
- Ludwig von Dewitz (1772–1857), administrateur de l'arrondissement de Naugard
- Karl Günther Theodor von Dewitz (1779–1817), administrateur de l'arrondissement de Naugard
- Otto Ludwig Christoph von Dewitz (de) (1780–1864), ministre de Mecklembourg-Strelitz
- Otto Ernst von Dewitz (de) (1788–1858), propriétaire foncier (Krumbeck) et député de l'Assemblée des députés du Mecklembourg
- August von Dewitz (1807-1865), général de division prussien
- Hermann von Dewitz (de) (1813-1866), général de division prussien
- Friedrich von Dewitz (de) (1813–1888), propriétaire foncier et député du Reichstag
- Ulrich Otto von Dewitz (de) (1814–1871), propriétaire terrien et député de l'Assemblée constituante du Mecklembourg
- Rudolph von Dewitz (de) (1815–1863), administrateur de l'arrondissement de Wetzlar et de l'arrondissement de Landsberg-sur-la-Warthe (de)
- Elisabeth Philippine Karoline von Dewitz (de) (1820–1899), écrivain
- August von Dewitz (1836-1887), directeur de mission de l'Église morave
- Friedrich von Dewitz (de) (1843-1928), ministre d'État de Mecklembourg-Strelitz
- Kurt von Dewitz (1847-1925), haut président de la province du Schleswig-Holstein, député de la Chambre des seigneurs de Prusse
- Otto von Dewitz (de) (1850–1926) administrateur de l'arrondissement de Sarrelouis et de l'arrondissement de Prüm ainsi que député conservateur libre de la chambre des représentants de Prusse
- Otto Balthasar von Dewitz (de) (1853–1919), maréchal de la maison de Mecklembourg-Strelitz
- Viktor von Dewitz (de) (1853–1921), propriétaire d'un manoir prussien et député de la chambre des seigneurs de Prusse
- Roderich von Dewitz (1854-1935), lieutenant général prussien
- Hermann von Dewitz (de) (1854-1939), officier, propriétaire de manoir et député du Reichstag
- Max Karl von Dewitz (1857-1928), général de division prussien
- Lutz (Louis) Arthur Julius von Dewitz (1857-1939), lieutenant général prussien
- Emmo von Dewitz (1858-1946), lieutenant général prussien
- Curt von Dewitz (de) (1871-1929), lieutenant général allemand, récipiendaire de la Pour le Mérite
- Johann Georg von Dewitz (de) (1878–1958), officier et député du Reichstag (DNVP)
- Günther von Dewitz (de) (1885-1940), général de division allemand
- Karl von Dewitz-Krebs (1887-1945), général de division de la Wehrmacht
- Stanislaus von Dewitz dit von Krebs (1892-1948), général de division
- Viktor von Dewitz (1905–1994), capitaine de district
- Eckhardt von Dewitz (1921-1943), officier allemand, chef de bataillon, récipiendaire de la croix de chevalier de la croix de fer
- Bodo von Dewitz (de) (1950-2017), historien de l'art et conservateur allemand

## Palais de la famille Krebs à Borna
À Borna, en Saxe, il y a un palais de ville (ou maison de ville) abandonné et vacant (vers 2016) avec un blason de la famille von Krebs et un autre blason (probablement à la jonction de la Mühlgasse de la Sachsenallee).